# Ртутьиттербий
Ртутьиттербий — бинарное неорганическое соединение
иттербия и ртути
с формулой YbHg,
кристаллы.

## Получение
- Сплавление стехиометрических количеств чистых веществ:

{\displaystyle {\mathsf {Yb+Hg\ {\xrightarrow {730^{o}C}}\ YbHg}}}

## Физические свойства
Ртутьиттербий образует кристаллы
кубической сингонии,
пространственная группа P m3m,
параметры ячейки a = 0,3735 нм, Z = 1,
структура типа хлорида цезия CsCl
.
Соединение образуется по перитектической реакции при температуре 730°C .